# Parco nazionale Karula
Il parco nazionale Karula (in estone: Karula rahvuspark) è un'area naturale protetta  situata nella zona meridionale dell'Estonia. Dei cinque parchi nazionali estoni, Karula è quello meno esteso della nazione.
L'area fu stabilita come protetta nel 1979 e divenne parco nazionale solo nel 1993 successivamente al restauro dell'indipendenza estone.

## Territorio
Il parco è caratterizzato dalla sua topografia collinare, con i suoi laghetti diffusi, una grande biodiversità ed un tradizionale, caratteristico paesaggio culturale estone.

## Flora
La flora presente nel parco è particolarmente ricca e lussureggiante includendo differenti specie iscritte nella Lista rossa IUCN, come l'orchidea baltica, il Dafne mezereo, e il Botrychium matricariifolium; quest'ultimo si trova solo in tre punti dell'Estonia e Karula è uno di questi.

## Fauna
La fauna altresì comprende specie rare e minacciate di estinzione, come il vespertillo dasicneme, una specie di pipistrello che vive negli stagni, l'aquila anatraia minore e l'affascinante cicogna nera. Anche mammiferi come l'alce, la lince e la puzzola nel parco sono molto comuni.

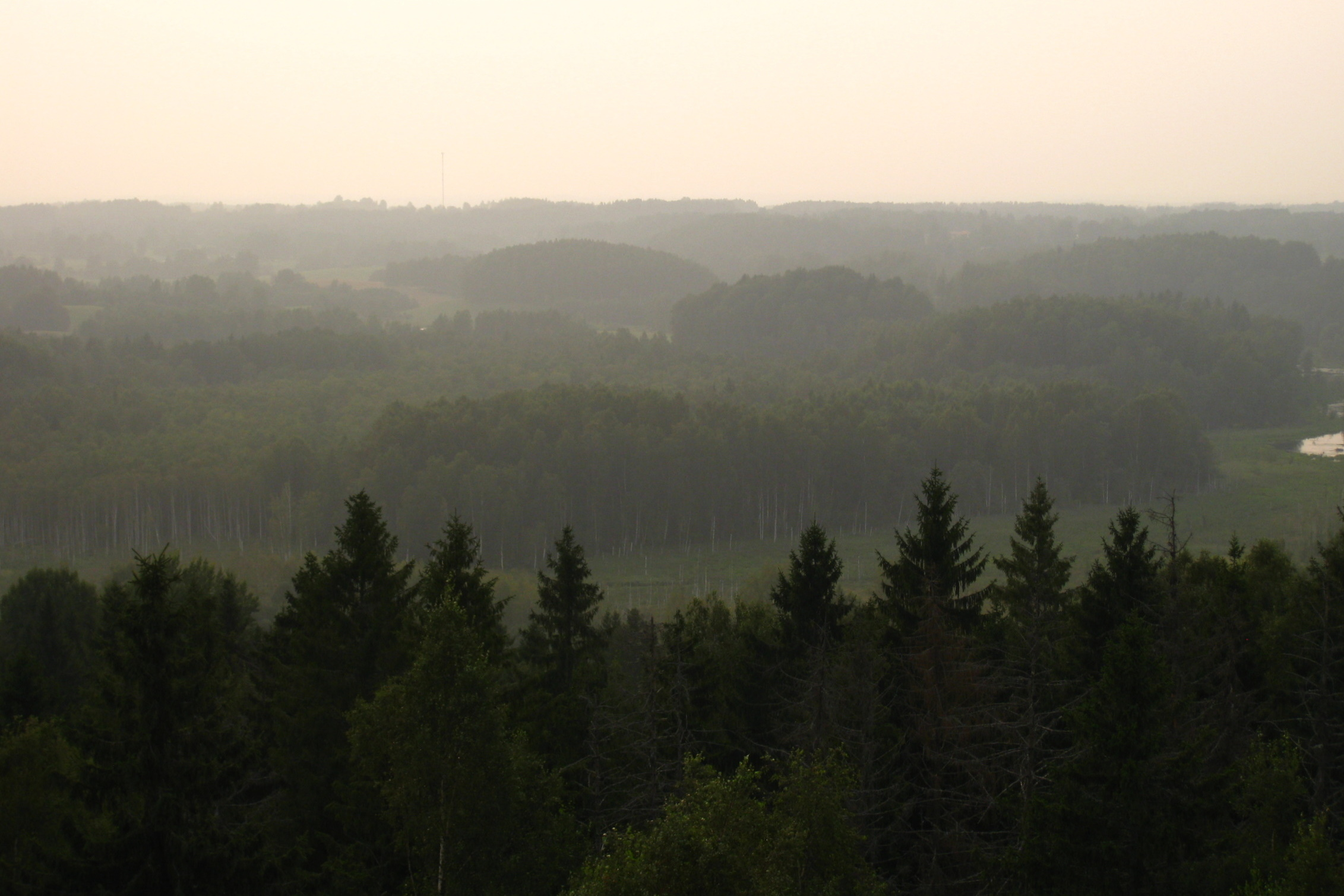
Paesaggio nel parco nazionale di Karula.